# Henrik III av Holstein

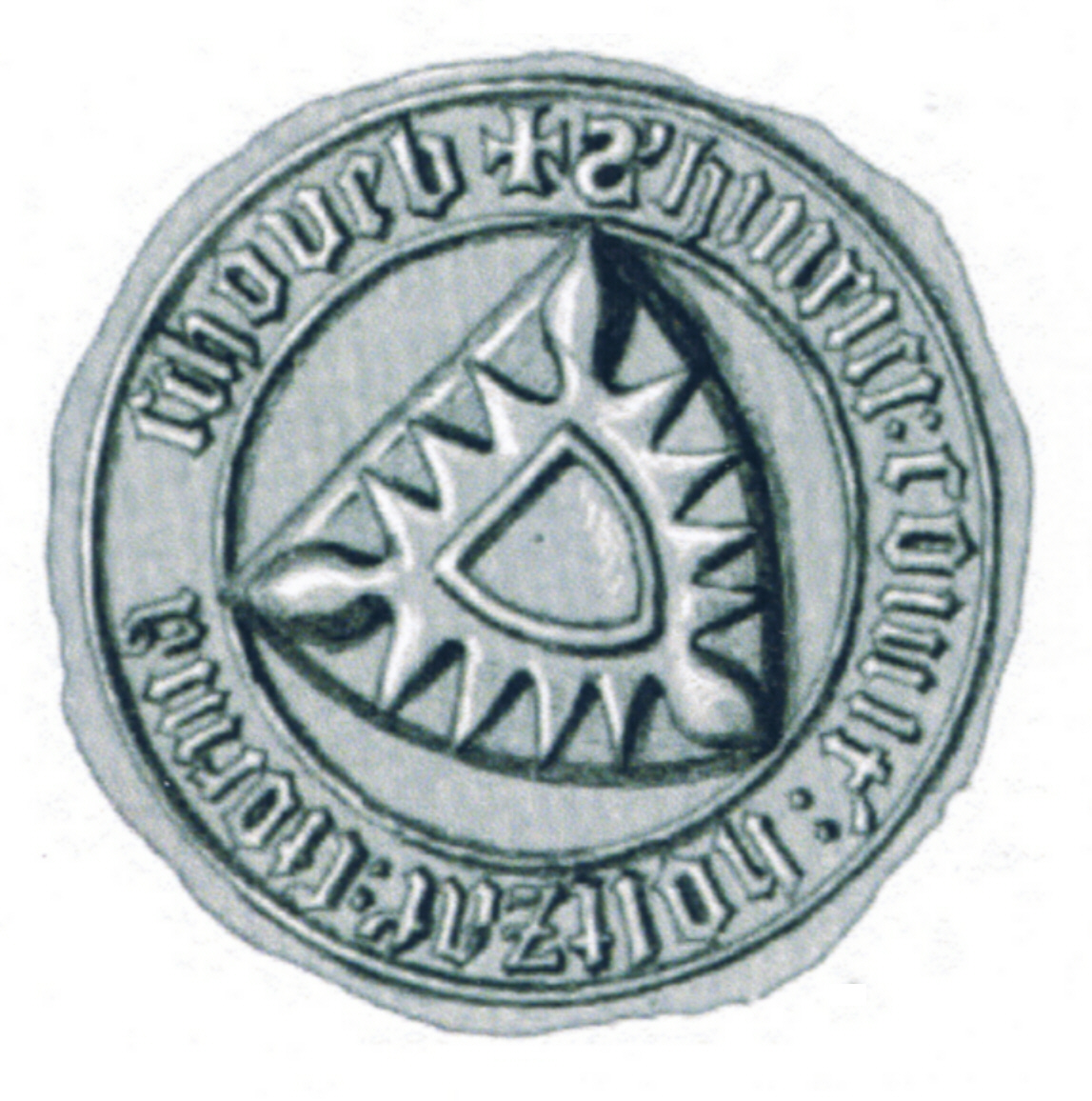
Henrik III:s sigill.

Henrik III av Holstein, död 1421 var en holsteinsk greve, och biskop av Osnabrück.
Henrik III var yngre son till Henrik II av Holstein och hade redan före 1404 befunnit sig i tvist med son bror Gerhard VI om delningen av Holstein. Efter dennes död 1404 krävde han att få bli förmyndare över sina tre brorsbarn, Henrik, Adolf och Gerhard. Han inledde en ett krig med sin svägerska Katharina Elisabeth av Braunschweig-Lüneburg för att tillkämpa sig hennes landområden. Katharina Elisabeth sökte då Drottning Margaretas stöd, och tillsammans besegrade de Henriks trupper. 1410 råkade dock hertiginnan Katarina Elisabeth och drottning Margareta i konflikt, och drottning Margareta anföll nu Holstein. 1412 lyckades man kort före drottning Margaretas död förhandla sig till ett stillestånd. Under tiden hade Henrik III förlikats med sin svägerska och sina brorsöner och utsågs till deras förmyndare, och krävde nu som deras förmyndare Holstein som län av Erik av Pommern. Denne ansåg att Gerhard VI av Holstein förbrutit sitt län och att det nu tillhörde danska kronan. Det blev till strid mellan hertigen och danske kungen. Henrik III dog dock redan 1421, och hans tre brorsöner fortsatte därefter kriget på egen hand.